# John S. Herrington
Ne doit pas être confondu avec John Herrington.
Pour les articles homonymes, voir Herrington.
John Stewart Herrington, né le 31 mai 1939 à Los Angeles (Californie), est un homme politique américain. Membre du Parti républicain, il est secrétaire à l'Énergie entre 1985 et 1989 dans l'administration du président Ronald Reagan.